# Committee to Protect Journalists

Logo van het CPJ.

Het Committee to Protect Journalists (CPJ), vertaald Comité ter Bescherming van Journalisten is een onafhankelijke non-profitorganisatie, die in 1981 door een groep correspondenten werd opgericht om de rechten van journalisten te verdedigen, als reactie op intimidatie van autoritaire regeringen. De organisatie is gevestigd in New York. 
Het CPJ organiseert openbare protesten en is diplomatiek actief om verandering tot stand te brengen. Het CPJ publiceert artikelen, nieuwsberichten, speciale rapporten, een halfjaarlijks magazine met de naam Dangerous Assignments ('Gevaarlijke opdrachten') en een jaarlijks internationaal onderzoek naar de persvrijheid met de naam Attacks on the Press ('Aanvallen op de pers').
Ook geeft het CPJ sinds 1991 jaarlijks de Internationale Persvrijheidsprijs uit om journalisten en voorvechters van de persvrijheid te eren die vanwege hun journalistieke werk werden mishandeld, bedreigd, geïntimideerd en/of gevangengezet.
Het CPJ brengt jaarlijks een lijst uit van alle journalisten wereldwijd die vanwege hun werk werden vermoord.
| Top 20 landen waar tussen 1992 en 2010 de meeste journalisten werden vermoord  | Top 20 landen waar tussen 1992 en 2010 de meeste journalisten werden vermoord    | Top 20 landen waar tussen 1992 en 2010 de meeste journalisten werden vermoord                   | Top 20 landen waar tussen 1992 en 2010 de meeste journalisten werden vermoord                                      |
| ------------------------------------------------------------------------------ | -------------------------------------------------------------------------------- | ----------------------------------------------------------------------------------------------- | --- |
| top 5 - Irak: 145 - Filipijnen: 70 - Algerije: 60 - Rusland: 52 - Colombia: 43 | top 6-10 - Somalië: 34 - Pakistan: 32 - India: 27 - Mexico: 24 - Afghanistan: 22 | top 11-15 - Turkije: 20 - Bosnië en Herzegovina: 19 - Sri Lanka: 18 - Rwanda: 17 - Brazilië: 17 | top 15-20 - Tadzjikistan: 17 - Sierra Leone: 16 - Bangladesh: 12 - Israël en Palestijnse Gebieden: 10 - Angola: 10 |

CPJ is een stichtend lid van de International Freedom of Expression Exchange (IFEX), een internationaal netwerk van meer dan 70 niet-gouvernementele organisaties dat internationaal schendingen van de vrijheid van meningsuiting vastlegt en zich toelegt op de verdediging van journalisten, schrijvers en anderen die door deze schendingen worden vervolgd.